# 제22회 대구단편영화제
제22회 대구단편영화제는 2021년 8월 25일에 열린 시상식이다.

## 수상 및 후보

### 대상
- 불모지 - 이탁 수상

### 우수상
- 달팽이 - 김태양 수상

### 애플시네마 대상
- 나랑 아니면 - 박재현 수상

### 애플시네마 우수상
- 고백할 거야 - 김선빈 수상

### 관객상
- 니가 일주일 넘게 연락이 없어서 - 황다슬 수상

### 애플시네마 배리어프리 수상
- APART - 채지희 수상
- 고백할 거야 - 김선빈 수상
- 소설 - 현승휘 수상

### 국내경쟁
- May뷟EJU뷗ay - 강희진
- 바다 위의 별 - 장승욱
- USELESS STORIES 2 - 노풀잎 외 1명
- 유캔네버고홈어게인 - 정석주
- 가양7단지 - 서예향
- 가족의 모양 - 양승욱
- 걸어도 걸어도 - 김태희
- 귀신친구 - 정혜연
- 기억극장 - 함희윤
- 니가 일주일 넘게 연락이 없어서 - 황다슬
- 달팽이 - 김태양
- 닮은것들 - 이솔희
- 떨어져 있어야 가족이다 - 김현
- 미싱 - 김찬년
- 반찬배달 - 표국청
- 불모지 - 이탁
- 상규형이 하지 말랬어. - 김동하
- 선율 - 김윤정
- 선주씨의 비밀정원 - 이지원
- 수중양생 - 송주현
- 슈뢰딩거의 냥이들 - 서윤수
- 어마 무시 - 조영명
- 여름의 사랑 - 김서현
- 여인과 사자 - 박유진
- 오토바이와 햄버거 - 오토바이와 햄버거
- 옥천 - 이경원
- 울타리를 넘은 작은 소녀의 손에는 나뭇가지가 있었다 - 한민지
- 인흥리 37-1 - 김지혜
- 일시정지, 시네마 - 박주환
- 자매들의 밤 - 김보람
- 파장동 - 송원준
- 한나 때문에 - 김달리
- 한비 - 이다영
- 혼생러 한사라 - 최진솔
- 4단지에 사는 인자 - 신유정

### 애플시네마
- APART - 채지희
- 고백할거야 - 김선빈
- 나랑 아니면 - 박재현
- 소설 - 현승휘
- 이천사담 - 조혜수 외 1명
- 장학생 - 장주선
- 평야의 댄서 - 황영 외 2명
- 현주의 집 - 이다훈